# Moshoeshoe II
Moshoeshoe II, född Constantine Bereng Seeiso den 2 maj 1938 i Morija i Lesotho, död 15 januari 1996 i Malotibergen i Lesotho, var Lesothos regerande kung 1966–1970, 1970–1990 och 1995–1996 (han befann sig i "frivillig exil" februari–december 1970 samt 1990–1995).

## Biografi
Han var äldste son till den högste hövdingen av basothofolket.
Moshoeshoe uppfostrades i den katolska tron, och som 16-åring sändes han till Storbritannien, där han studerade filosofi, politik och ekonomi vid Corpus Christi College vid Oxfords universitet. Innan han hann ta examen blev han dock hemkallad för sin kröning, den 12 mars 1960.
Innan dess hade han 1958 deltagit i en konferens i London, där landets självständighet diskuterades; vid denna tid var landet ännu ett brittiskt protektorat och kallades Basutoland.
4 oktober 1966 blev landet självständigt. Hövdingen Leabua Jonathan, ledare för Basutoland National Party som vunnit det allmänna valet 1965, blev premiärminister och Moshoeshoe II utnämndes till statsöverhuvud. 
Även innan Lesothos självständighet hade Moshoeshoe varit i konflikt med Jonathan, och denne gav nu Moshoeshoe ett ultimatum - antingen ge upp sitt politiska engagemang eller abdikera till förmån för sin hustru, drottning Mamohato. I december 1966 utbröt upplopp och Jonathan lät sätta Moshoeshoe i husarrest. Februari - december 1970 gick Moshoeshoe i "frivillig exil", då han vistades i Nederländerna, men återvände till Lesotho och återinsattes som kung, men tvangs skriva under ett dokument som hindrade honom från all politisk verksamhet.
I januari 1986 tog general Justin Lekhanya makten genom en kupp med sydafrikanskt stöd. 1990 kom Moshoeshoe i konflikt med militärregimen och gick i landsflykt, hans son Letsie III tillsattes i hans ställe. Sju månader senare fick han erbjudan att återvända. Moshoeshoe föreslog då att militärstyret skulle upphöra och en interimsregering tillsättas i väntan på allmänna val. Som svar lät då Lekhanya avsätta Moshoeshoe.
1991 tog en ny militärregim makten genom en oblodig kupp. I augusti 1994 gjorde Letsie III statskupp och den 25 januari 1995 återinsattes Moshoeshoe II på tronen.
En kort tid senare, den 15 januari 1996, omkom Moshoeshoe II i en bilolycka, 57 år gammal.

### Familj
Gift 23 augusti 1962 med Tabitha 'Masentle Mojela, drottning Mamohato (född 28 april 1941, död 7 september 2003)
Barn:
1. Letsie III, född 17 juli 1963
2. prins Seeiso, född 16 april 1966
3. prinsessan 'Maseeiso, född 24 december 1969, död 1994